# 在アルジェリア日本国大使館
在アルジェリア日本国大使館（アラビア語: سفارة اليابان في الجزائر、フランス語: Ambassade du Japon en Algérie、英語: Embassy of Japan in Algeria）は、アルジェリアの首都アルジェにある日本の大使館。

## 沿革
- 1952年4月28日、連合国軍の占領下にあった日本が独立する[1]
- 1958年9月、アルジェリアが独立するより先に、アルジェリア人による民族自決を掲げる民族解放戦線（FLN）の極東代表部が東京に開設される[2]
- 1962年7月1日、フランス領アルジェリアで独立を問う住民投票が実施されて圧倒的多数のアルジェリア人有権者が独立支持を表明する[3]
- 1962年7月3日、宗主国フランスがアルジェリアの独立を承認する[3]
- 1962年7月4日、日本がアルジェリアを主権国家として承認する[2]
- 1964年2月14日、在アルジェリア日本国大使館が開設される[2]

## 住所

### 所在地
1, Chemin Al Bakri, Ben Aknoun, 16028, Alger

### 私書箱
B.P. 80 El Biar, 16028, Alger